# فاطنة البويه
فاطنة البويه (وُلدت في 1956 ببن أحمد –) هي ناشطةٌ وكاتبةٌ مغربية في مجال حقوق الإنسان. سُجنت لمدة خمس سنوات خلال سنوات الرصاص. وواصلت عملها مُدافعة عن حقوق المرأة بعدَ إطلاق سراحها. نُشرت مذكرات عن تجربتها خلال سنوات الرصاص باسم «حديث العتمة» في عام 2001.

## سيرتها
وُلدت فاطنة في عام 1956 في بن أحمد، المغرب. شَجعها والدها وهو مُدرِّس على الذهاب إلى المدرسة.
عندما كانت طالبة خلال سنوات الرصاص، أصبحت ناشطة في حركة احتجاج الشباب اليساري، داعيةً إلى الديمقراطية وهي عضو في الاتحاد الوطني لطلاب المدارس الثانوية. قُبض عليها في عام 1974 بسبب قيادة إضراب طلابي في المدرسة الثانوية، لكن أطلق سراحها بعد ليلة في السجن. في عام 1977، اعتقلت مرة أخرى خلال الاعتقالات الجماعية لأعضاء جماعة 23 مارس الماركسية. هذه المرة، أمضت خمس سنوات في السجن حيث تعرضت فيه للتعذيب. ومع ذلك، بفضل حركة التضامن بين النزلاء تمكنت من الحصول على ظروف احتجاز أفضل، ووضع سجينة سياسية، وفرصة لمُواصلة دراستها. حصلت على درجتي البكالوريوس والماجستير أثناء وجودها في السجن.
بعد خروجها من السجن، قامت فاطنة بتدريس اللغة العربية في مدرسة بالدار البيضاء وبدأت في كتابة المقالات والقصص. انضمت إلى اتحاد العمل النسائي بقيادة لطيفة جبابدي، التي كانت أيضًا سجينة سياسية في السبعينيات. بعد سنوات قليلة، أصبحت عضوًا مُؤسسًا للمرصد المغربي للسجون والمنتدى المغربي للحقيقة والعدالة، وكلاهما تأسسا في نهاية سنوات الرصاص عام 1999. كان منتدى الحقيقة والعدالة أول منظمة للضحايا السياسيين لسنوات الرصاص، وهي مُقدمة لهيئة الإنصاف والمصالحة التي أنشأها الملك الملك محمد السادس عام 2004، والذي خلف الحسن الثاني عام 1999. عملت البويه أيضًا مع المعهد الوطني للتضامن مع النساء في محنة لدعم النساء اللائي يعانين، ولا سيما النساء الحوامل المسجونات.
ألَّفت فاطنة عدة كتب ومنشورات أخرى عن سنوات الرصاص ومصير السجناء السياسيين والعنف ضد المرأة. كتابها الأول مذكرات تجاربها بعنوان «حديث العتمة» صدر عام 2001 م. أُصدر باللغة الفرنسية بعد عام تحت اسم "Une femme nommée Rachid" وتُترجم ب«امرأة اسمها رشيد» وباللغة الإنجليزية في عام 2008 تحت اسم "Talk of Darkness". تشمل الأعمال البارزة الأخرى «أطلسيات» و«وراء كواليس التاريخ» (2006).

## وصلات خارجية
- فاطنه البويه.. التعذيب في السجون المغربية برنامج زيارة خاصة لِلجزيرة.